# WrestleMania 35
WrestleMania 35 foi a trigésima quinta edição do evento anual de luta livre profissional WrestleMania, produzido pela WWE e transmitido em formato pay-per-view e pelo WWE Network, que aconteceu em 7 de abril de 2019 no MetLife Stadium, na cidade de East Rutherford, Nova Jersey. Contou com a participação dos lutadores dos programas Raw, SmackDown e 205 Live.
Esta foi a segunda WrestleMania realizada no mesmo estádio (que também sediou a WrestleMania 29 em 2013), o quarto realizado em Nova Jersey (após a IV, V e 29) e o nono a ocorrer em uma arena aberta (depois da IX, XXIV, XXVI, XXVIII, 29, 31, 32 e 33).

## Antes do evento

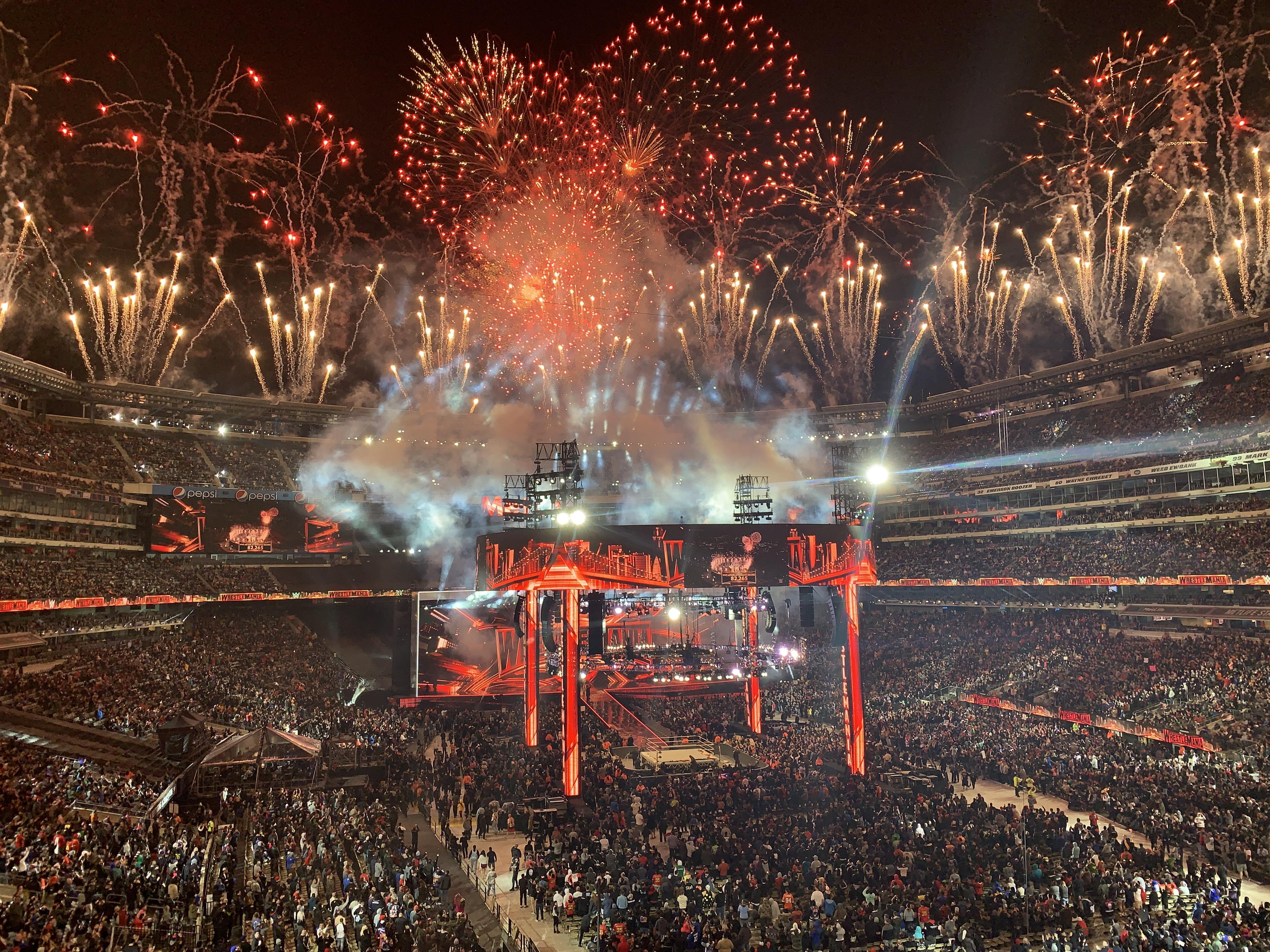
O MetLife Stadium durante a WrestleMania 35

A WrestleMania 35 teve combates de luta livre profissional de diferentes lutadores, com rivalidades e histórias pré-determinadas, que se desenvolveram no Raw e SmackDown (programas de televisão da WWE), tal como nos programas transmitidos pelo WWE Network - 205 Live, Main Event e NXT. Os lutadores interpretaram um vilão ou um mocinho seguindo uma série de eventos para gerar tensão, culminando em várias lutas.
A WrestleMania é considerada o evento mais importante da WWE, sendo descrita como o Super Bowl do entretenimento desportivo , e o maior evento do entretenimento esportivo do mundo com mais de 35 anos de historia.

## Resultados
| Nº                                          | Resultados | Estipulações                                                                              | Tempo |
| ------------------------------------------- | --- | ----------------------------------------------------------------------------------------- | ----- |
| Pré- show                                   | Tony Nese derrotou Buddy Murphy (c) | Luta individual pelo Campeonato dos Pesos-Médios da WWE                                   | 10:41 |
| Pré- show                                   | Carmella venceu ao eliminar por último Sarah Logan                                                                                                  | Battle royal feminina do WrestleMania                                                     | 10:32 |
| Pré- show                                   | Curt Hawkins e Zack Ryder derrotaram The Revival (Dash Wilder e Scott Dawson) (c)                                                                   | Luta de duplas pelo Campeonato de Duplas do Raw                                           | 13:20 |
| Pré- show                                   | Braun Strowman venceu ao eliminar por último Colin Jost                                                                                             | Battle royal pelo troféu em memória de André the Giant                                    | 13:52 |
| 1                                           | Seth Rollins derrotou Brock Lesnar (c) (com Paul Heyman)                                                                                            | Luta individual pelo Campeonato Universal da WWE                                          | 2:30  |
| 2                                           | AJ Styles derrotou Randy Orton | Luta individual                                                                           | 16:20 |
| 3                                           | The Usos (Jey Uso e Jimmy Uso) (c) derrotaram Ricochet e Aleister Black, The Bar (Cesaro e Sheamus) e Shinsuke Nakamura e Rusev                     | Luta fatal 4-way de duplas pelo Campeonato de Duplas do SmackDown                         | 10:05 |
| 4                                           | Shane McMahon derrotou The Miz | Luta com contagem em qualquer lugar                                                       | 15:33 |
| 5                                           | The IIconics (Billie Kay e Peyton Royce) derrotou The Boss 'n' Hug Connection (Bayley e Sasha Banks) (c), Beth Phoenix e Natalya e Nia Jax e Tamina | Luta fatal 4-way de duplas pelo Campeonato Feminino de Duplas da WWE                      | 10:47 |
| 6                                           | Kofi Kingston (com Big E e Xavier Woods) derrotou Daniel Bryan (c) (com Rowan)                                                                      | Luta individual pelo Campeonato da WWE                                                    | 23:43 |
| 7                                           | Samoa Joe (c) derrotou Rey Mysterio por submissão                                                                                                   | Luta individual pelo Campeonato dos Estados Unidos da WWE                                 | 0:56  |
| 8                                           | Roman Reigns derrotou Drew McIntyre | Luta individual                                                                           | 10:10 |
| 9                                           | Triple H derrotou Batista | Luta No Holds Barred; se Triple H perdesse ele teria que se aposentar.                    | 24:45 |
| 10                                          | Baron Corbin derrotou Kurt Angle | Luta individual                                                                           | 6:05  |
| 11                                          | Finn Bálor derrotou Bobby Lashley (c) (com Lio Rush)                                                                                                | Luta individual pelo Campeonato Intercontinental da WWE                                   | 4:02  |
| 12                                          | Becky Lynch derrotou Ronda Rousey (Raw) e Charlotte Flair (SmackDown)                                                                               | Luta triple threat "a vencedora leva tudo" pelos Campeonatos Femininos do Raw e SmackDown | 21:27 |
| (c) – Refere-se aos campeões antes da luta. | |                                                                                           |       |